# Андрончев, Иван Константинович
Иван Константинович Андрончев (род. 14 ноября 1958) ― советский и российский педагог и инженер. Доктор технических наук, профессор. Исполняющий обязанности ректора Самарского государственного университета в 2014—2015 гг. Ректор Самарского государственного университета путей сообщения с 7 ноября 2018 г.

## Биография
Родился 14 ноября 1958 года в посёлке Верхозим Кузнецкого района Пензенской области. В 1984 году кончил Куйбышевский авиационный институт по специальности «авиационные двигатели». С 1984 по 1988 год работал инженером-технологом и инженером-конструктором на Куйбышевском моторном заводе. В 1988―1992 гг. обучался в аспирантуре на кафедре «Локомотивы» Куйбышевского института инженеров железнодорожного транспорта, в котором проработал около двадцати лет. Там же защитил кандидатскую и докторскую диссертации и стал профессором. В 2002 году был назначен деканом экономического факультета, в 2008 году ― первым проректором вуза.
30 апреля 2014 года был назначен исполняющим обязанности ректора Самарского государственного университета. Назначение примерно совпало по времени с высказывание губернатора Самарской области Н. И. Меркушкиным об объединении СамГУ, СГАУ и СамГТУ (последний избежал присоединения и сам слился с СГАСУ). 13 ноября 2015, после избрания учёного совета СНИУ им. С. П. Королёва из представителей СГАУ и СамГУ, объединение двух вузов было фактически завершено.
Объединение вызвало негодование части самарской общественности, студентов и преподавателей. 7 июля 2015 года в городе прошёл митинг против объединения вузов. Сам Андрончев обвинялся в сокрытии юридической составляющей объединения вузов, а также в том, что он выступил с обращение к Министерству образования и науки об объединении самолично, без какого-либо участия учёного совета СамГУ. Эту ситуацию осветил депутат Самарской Губернской думы М. Н. Матвеев в своём блоге и направил письмо к Андрончеву с просьбой разъяснения обстоятельств дела по существу, которого не добился.
После объединения двух вузов Андроничев был назначен советником губернатора Самарской области.
7 ноября 2018 года одержал уверенную победу на выборах на должность ректора СамГУПС, набрав 81 голос из 115. С 11 ноября 2018 года до утверждения Росжелдором является и. о. ректора СамГУПС

## Публикации
- Андрончев И. К. Эффективность тепловозов. — Самара: СамИИТ, 1999. — 137 с.
- Андрончев И. К. Образовательно-реабилитационные технологии в системе дополнительного образования на основе образовательно-реабилитационного комплекса. -Самара: СамИИТ, 1999. − 132 с.
- Андрончев И. К. Повышение долговечности кузовов локомотивов и вагонов методами противокоррозионной защиты. — Самара: СамГАПС, 2006. − 106 с.
- Андрончев И. К. , Комаров А. А., Карягин С. И. Ремонт электровозов и электропоездов с использованием лакокрасочных материалов повышенной долговечности. — Самара: СамГАПС, 2006. − 174 с.
- Андрончев И. К. Экспертиза диссертации. Наставления и рекомендации соискателю ученой степени. — Самара; СамГУПС, 2009. − 98 с.
- Андрончев И. К., , Липатов А. И. Лукин Н. Ф. Системная среда качества линейного предприятия железной дороги. — Самара: СамГУПС, 2010. − 270 с.